# توفيق أبو خاطر
توفيق أبو خاطر (مواليد 1934)، هو رجل أعمال فلسطيني / لبناني مقيم في موناكو.

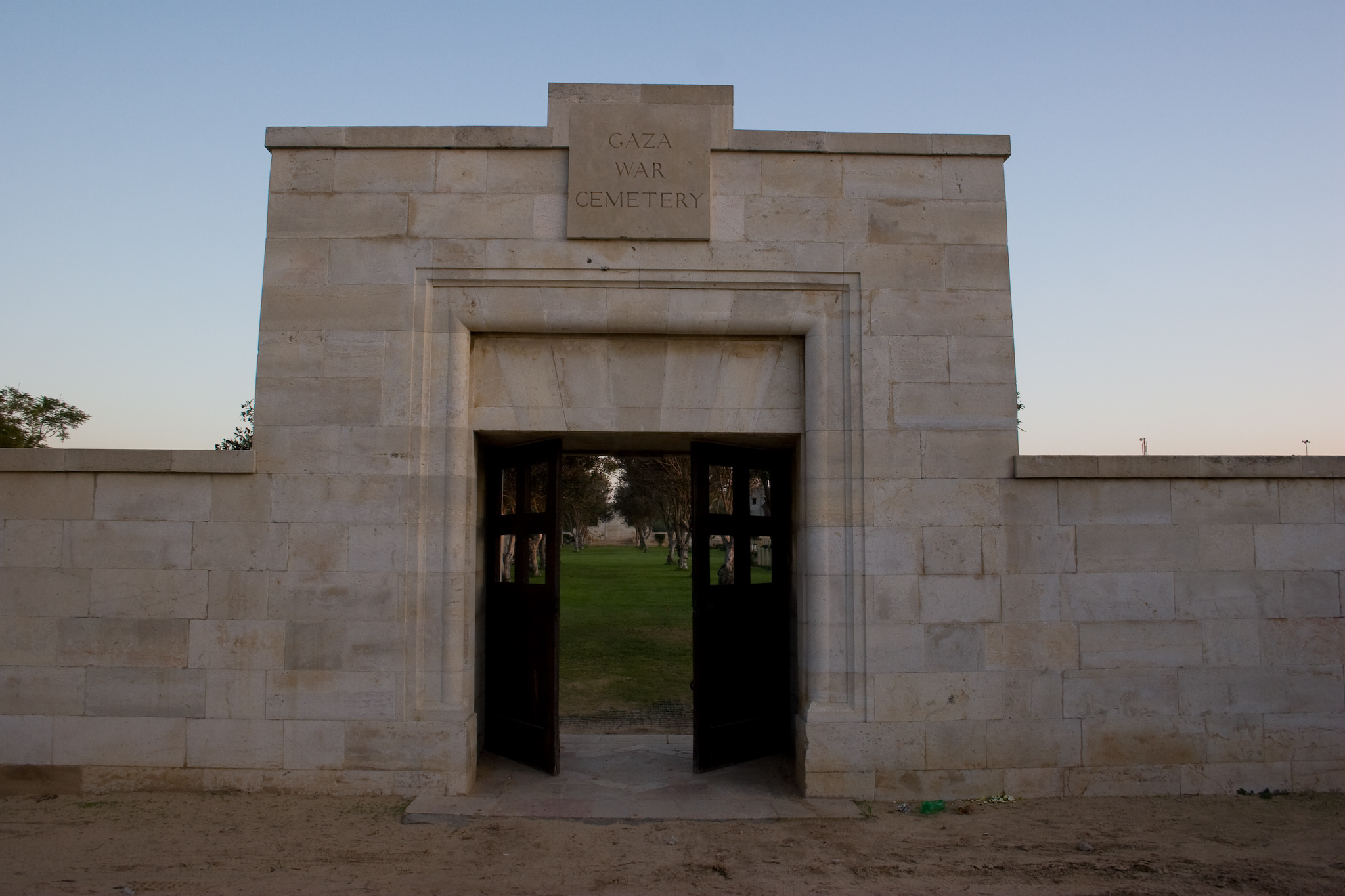
مدخل مقبرة حرب غزة

ولد أبو خاطر لأبوين فلسطينيين في مدينة طبريا، وكان والده صاحب فندق في طبريا. في عام 1948 انتقلت العائلة إلى سوريا ثم إلى لبنان حيث أكمل توفيق تعليمه وانتقل إلى الإمارات للعمل مع شركة رويال داتش شل، وبعد ذلك أصبح مستشارًا اقتصاديًا خاصًا لحاكم رأس الخيمة شيخ صقر القاسمي. 
في عام 1998، اشترى أبو خاطر فندق لويس كارلو من شركة فنادق لوز القابضة بسعر غير معلوم وأطلق عليه اسم فندق مونت كارلو جراند في عام 2004، تم الاستحواذ على الفندق من خلال سلسلة فنادق ومنتجعات فيرمونت مقابل 215 مليون يورو، وهو الآن فيرمونت مونت كارلو.
في أبريل 2011، اشترى أبو خاطر سبعة فنادق إنتركونتيننتال، بما في ذلك إنتركونتيننتال كارلتون كان وإنتركونتيننتال أمستل أمستردام بمبلغ 643 مليون دولار. كان لديه صافي بقيمة 5.6 مليار دولار في عام 2014.